# Izair
İZair (aussi appelée İzmir Airlines ou İzmir Hava Yolları) est une compagnie aérienne régionale turque. Elle assure des lignes de passagers, internationales et intérieures, régulières ou charter. Son hub est l'Aéroport Adnan Menderes d'İzmir, en Turquie, et son siège social est aussi à Izmir. Elle a pour slogan « La beauté d'İzmir est dans les airs avec İZair »[pertinence contestée].

## Histoire
La compagnie aérienne est fondée en avril 2005, sous le nom de İzmir Hava Yolları, par un groupe de 114 hommes d'affaires originaires d'İzmir. L'opportunité de la création de la nouvelle compagnie est fournie par l'extension de l'aéroport d'İzmir, ainsi que par l'ouverture de lignes directes de Turkish Airlines à destination de l'Europe. L'objectif des promoteurs est de réaliser 8 500 vols, transportant un million de passagers et 2 000 tonnes de fret par an, ce qui ferait d'İzmir (troisième ville du pays) le second hub de Turquie. İZair entre en service le 14 juin 2006. Des vols intérieurs sont mis en place, à destination d'Adana, Ankara, Antalya, Balıkesir, Bodrum, Diyarbakır, Erzurum, Gaziantep, Istanbul, Izmir, Mardin, Samsun, Trabzon et Van. Ils sont assurés par 3 avions de type Airbus A319. En novembre 2006, la compagnie effectue ses premiers vols internationaux, à destination de l'aéroport international de Francfort et de l'aéroport Konrad Adenauer de Cologne-Bonn.
Le 20 mars 2007, à la suite de difficultés financières, la holding ESAS, dont fait partie la compagnie charter turque Pegasus Airlines, prend 20 % de participation dans le capital d'İZair. Depuis, une coopération étroite s'est développée entre les deux compagnies aériennes. En particulier, les deux compagnies partagent leur flotte. C'est aussi la raison pour laquelle le code IATA de leurs vols intérieurs est le même : 9H. C'est le principe du partage de code. 
Hatice Özcan a été, le mercredi 10 janvier 2008, le millionième passager d'İZair sur le vol İzmir - İstanbul de 15 h 15[pertinence contestée].
Depuis février 2012, Izair opère sous la marque Air Berlin Turkey, à la suite de la participation prise par Air Berlin dans le capital de Izair.
La marque Air Berlin Turkey est abandonnée en 2013.
En novembre 2018, la compagnie est absorbée par sa maison mère Pegasus Airlines.

## Organisation
Son Comité directeur comprend trois membres, Metin Akdurak, Necmi Çalışkan et Jak Eskinazi. Son président-directeur général est Ekrem Demirtaş.
La compagnie possède des agences à İzmir (aéroport Adnan Menderes), İstanbul (aéroport Atatürk) et Samsun (aéroport).

## Gestion
La compagnie offre des vols à bas prix à certaines périodes. La carte HSBC Avantage « Pegasus Card » permet à ses possesseurs de bénéficier d'avantages lorsqu'ils volent sur İZair. La compagnie aérienne a un accord avec la société Mimtur, pour le transport de ses passagers entre Kuşadası et İzmir[pertinence contestée].

## Couleurs

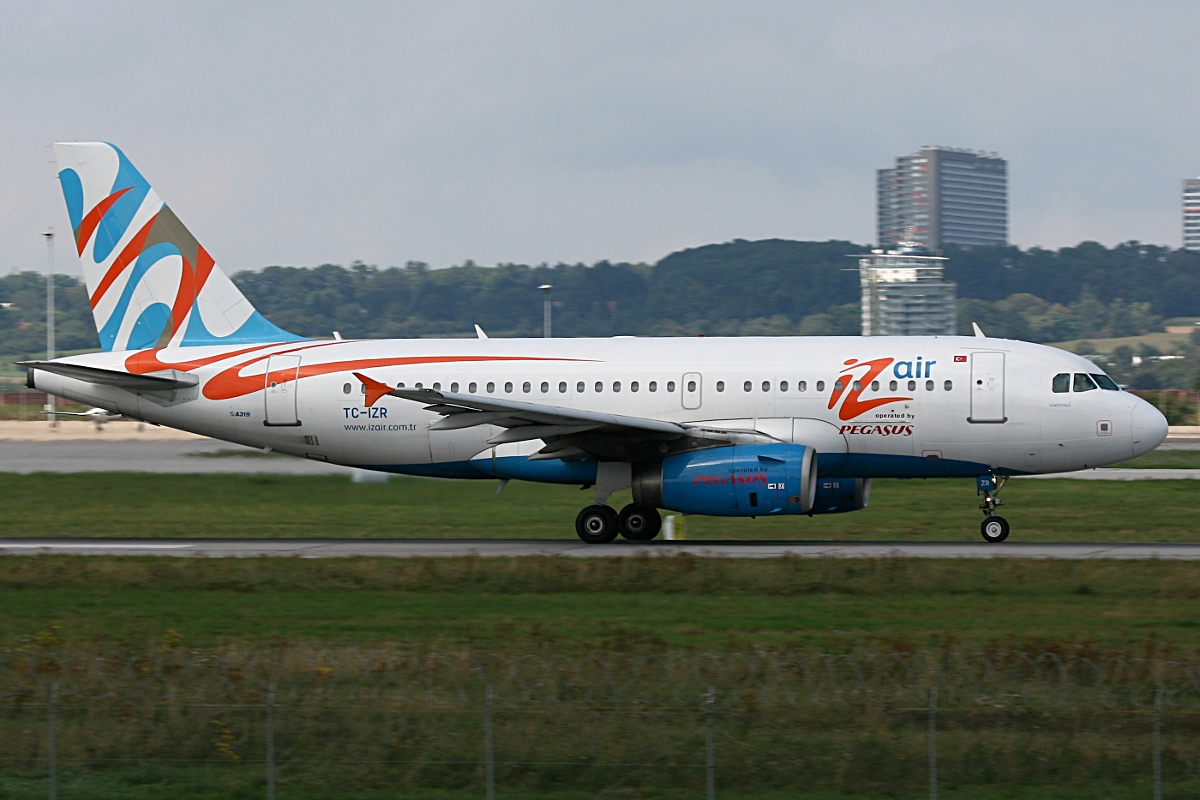
Izair Airbus A319

Les couleurs ont été conçues par Landor Associates. Le style porte le nom d'Imbat, qui est celui de la brise marine qui rafraichit İzmir.
Dans le logo d'İZair, la couleur orange représente le soleil, et le bleu le ciel d'été à İzmir. Le point sur le İ rappelle l'olive, produite dans les oliveraies au bord de la mer Égée, et dont la couleur figure également dans le motif de la dérive. Enfin, les deux lettres İZ ont un dessin qui symbolise l'élan de la ville d'İzmir. Le bleu plus profond des moteurs et de la partie inférieure des avions représente la mer Égée.
Les Airbus A319 ont encore les sièges aux couleurs d'Independance Air (cuir bleu foncé).

## Flotte
(janvier 2015).
La flotte d'İZair comprend les avions suivants (au 19 décembre 2008,), opérés en commun avec Pegasus Airlines :
- Depuis août 2006, 3 Airbus A319, loués à Independance Air :
  - 1 Airbus A319-131 : TC-IZH (Göztepe), numéro de série 2452,
  - 1 Airbus A319-132 : TC-IZM (Alsancak), numéro de série 2404[6],
  - TC-IZR (Karşıyaka).

- Depuis le 26 mars 2009, 2 Airbus A320-233 : TC-IZL (Çeşme), numéro de série 1730[4], TC-IZA (Foça) Cet avion accueille 180 sièges passagers, avec un seul couloir central.

La compagnie devrait recevoir un second Airbus A320, identique au précédent, durant l'été 2009[pas clair].
Les Airbus A319 assurent les vols intérieurs, l'Airbus A320 les vols internationaux. La moyenne d'âge de la flotte d'İZair est de 4,8 années. Les avions portent les noms de quartiers d'İzmir.